# Eucypris lutaria
Eucypris lutaria är en kräftdjursart. Eucypris lutaria ingår i släktet Eucypris och familjen Cyprididae. Inga underarter finns listade i Catalogue of Life.